# Puma concolor coryi
A Puma concolor coryi, comummente conhecida como pantera-da-florida, é a única subespécie de puma encontrada a leste do Mississipi, presentemente.
Os Everglades e os pântanos de ciprestes do sul da Flórida oferecem um dos últimos refúgios no leste dos Estados Unidos. Este animal foi classificado como espécie ameaçada e está protegido por leis federais e estaduais. Nomeada como animal oficial do estado em 1982, a pantera-da-florida tem recebido apoio público extraordinário na Flórida e foi defendida por uma campanha de estudantes. Calcula-se que existam apenas de 80 a 100 indivíduos em liberdade.